# Grace Valentine
Pour les articles homonymes, voir Valentine.
Grace Valentine, née Grace Sharrenberger, le 14 février 1884 à Springfield (Ohio) aux États-Unis, est une actrice américaine de théâtre, du cinéma muet et des débuts du cinéma sonore. Elle commence sa carrière en 1905 et se produit, pour la dernière fois sur scène en 1952 et en 1954 à la télévision. Elle est mariée avec  Shephard Wayne Nunn et meurt, à New York, le 12 novembre 1964.

## Filmographie
La filmographie de Grace Valentine, comprend les films suivants  : 
- 1915 : The New Adam and Eve (court métrage)
- 1915 : Black Fear
- 1916 : Man and His Soul (en)
- 1916 : The Blindness of Love
- 1916 : The Evil Thereof (en)
- 1916 : Dorian's Divorce (en)
- 1916 : The Scarlet Runner
- 1916 : The Brand of Cowardice (en)
- 1917 : Babbling Tongues
- 1918 : The Unchastened Woman (en)
- 1921 : Son foyer
- 1929 : Ain't It the Truth (court-métrage)
- 1929 : The Phantom in the House
- 1932 : The Silver Lining d'Alan Crosland
- 1933 : Her Secret
- 1949 : The Chevrolet Tele-Theatre (série télévisée)
- 1949 : Suspense (série télévisée)
- 1950 : The Big Story (série télévisée)
- 1950 : Armstrong Circle Theatre (série télévisée)
- 1951 : Lux Video Theatre (série télévisée)
- 1954 : Janet Dean, Registered Nurse (série télévisée)

## Galerie

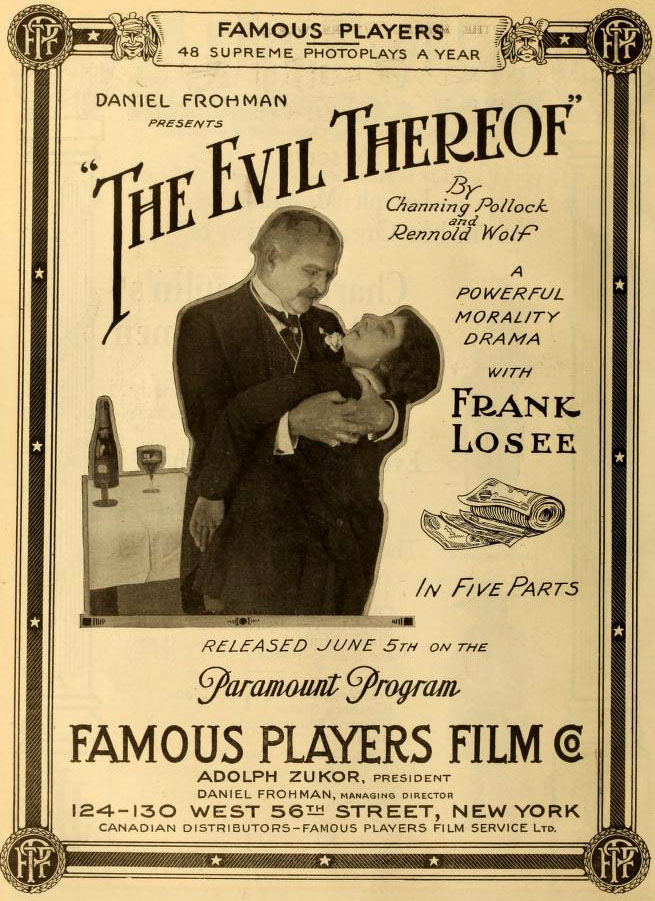
Affiche du film The Evil Thereof (en) (1916).
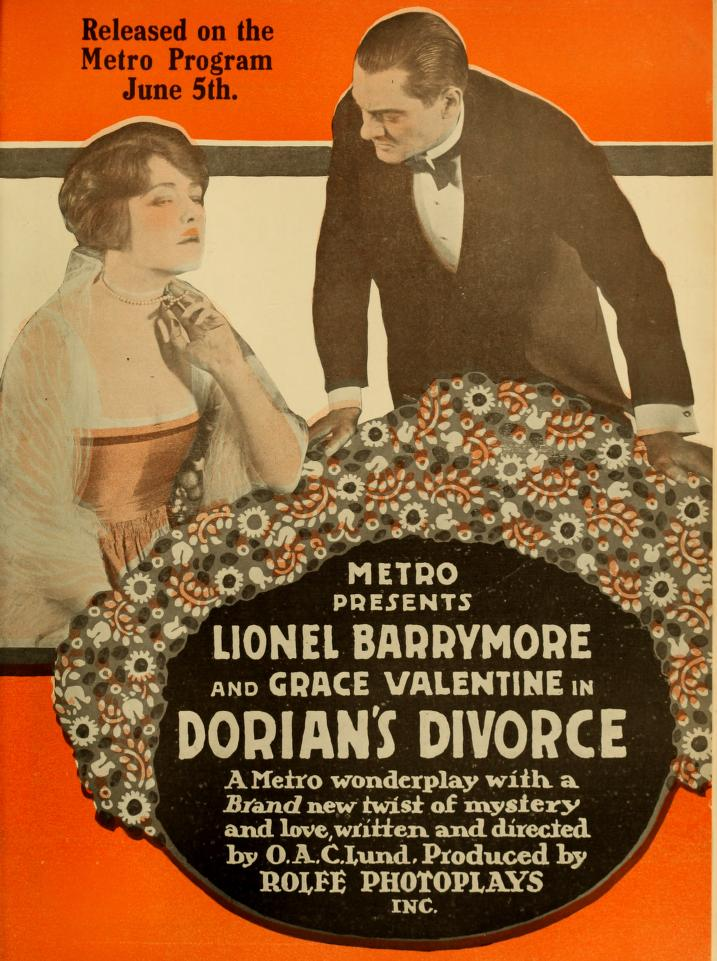
Affiche du film Dorian's Divorce (en) (1916).
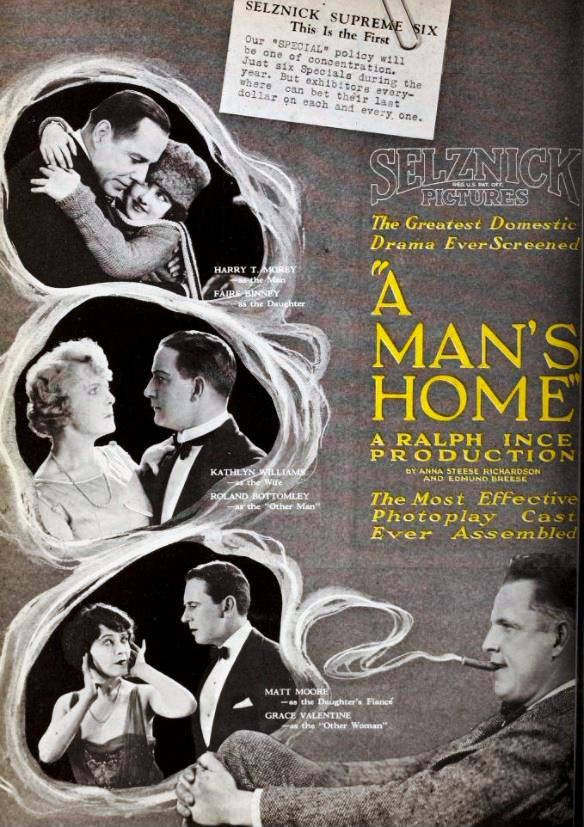
Affiche du film A Man's Home (1921).
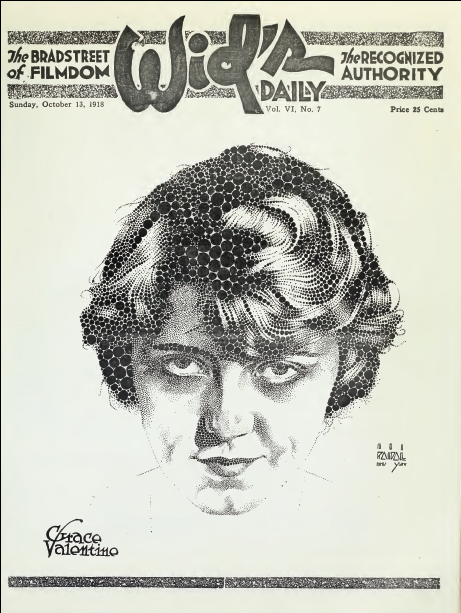
Grace Valentine : couverture du magazine Film Daily (octobre 1918).
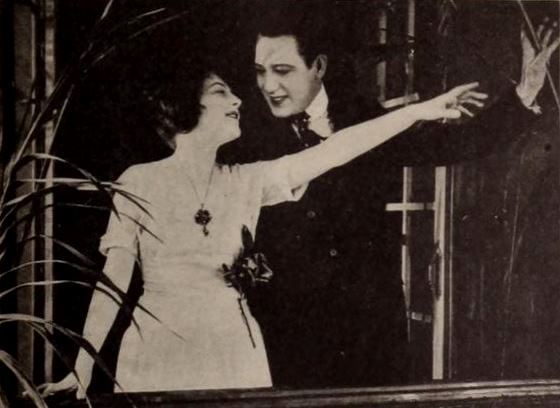
The Unchastened Woman (en) (1918) : Grace Valentine et Victor Sutherland (en).

## Source de la traduction
- (en) Cet article est partiellement ou en totalité issu de l’article de Wikipédia en anglais intitulé « Grace Valentine » (voir la liste des auteurs).